# Грей, Джон, 2/5-й барон Грей из Коднора
Джон де Грей (англ. John de Grey; приблизительно 1396 — 14 сентября 1430) — английский аристократ, крупный землевладелец Валлийской марки, барон Грей из Коднора с 1418 года (по разным версиям нумерации, 2-й или 5-й). Старший сын Ричарда де Грея, 1-го или 4-го барона, и Элизабет Бассет. После смерти отца унаследовал семейные владения и баронский титул. В 1427—1430 годах занимал пост лейтенанта Ирландии. Был женат на Элизабет Фицджеральд, дочери Джеральда Фицджеральда, 5-го графа Килдэра, и Агнес Дарси, умер бездетным, так что его наследником стал младший брат Генри.